# Rasmus Lyberth
Rasmus Lyberth, född 21 augusti 1951, är en grönländsk skådespelare och sångare.

## Diskografi
- 1974 Erninga
- 1978 Piumassuseq nukiuvoq (dan. Viljen er styrke)
- 1989 Ajorpianng
- 1989 Nanivaat
- 1992 Kisimiinngilatit (Kærlighed gør mig smuk)
- 1994 Nakuussutigaara
- 1998 Qaamaneq isinnit isigaara (Jeg ser lysglimt i dine øjne)
- 2001 Inuuneq oqaluttuartaraanngat (Når livet fortæller)
- 2006 Asanaqigavit (Kærligst)

## Filmografi
- 2003 – Nissernes Ø TV-serie
- 1998 – Ljusets hjärta
- 1984 – Tukuma

## Utmärkelser
- PH-prisen,  1978[2]
- LO:s kulturpris,  1999[3]
- Riddare av Dannebrogorden,  16 april 2000[4]

[Redigera Wikidata]